# Атомна теорія Дальтона

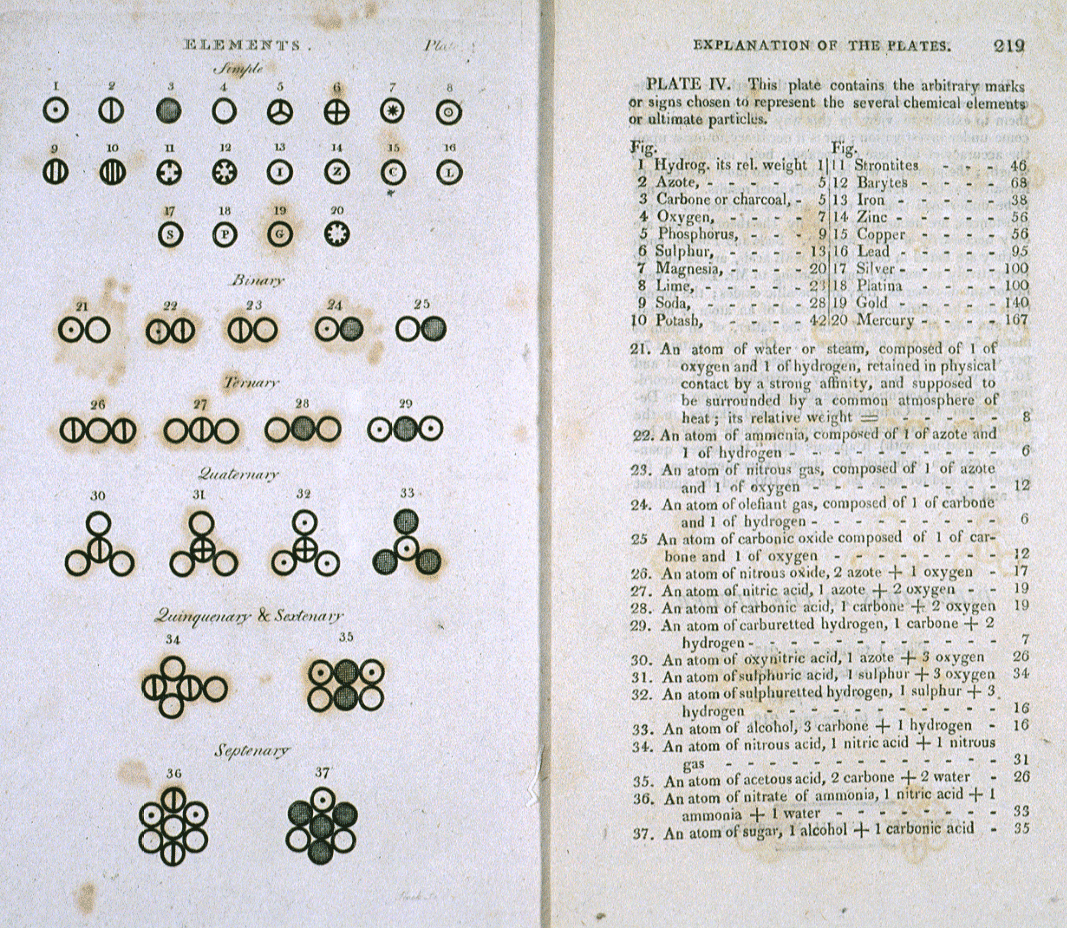
Скан видання Дальтона Нова система хімічної філософії, опублікованої в 1808 році (A New System of Chemical Philosophy)

Атомна теорія Дальтона (англ. Dalton's atomic theory) — теорія, розроблена Джоном Дальтоном, стосовно будови речовини, основними положеннями якої були:
- речовина складається з малих, неподільних частинок — атомів;
- усі атоми даного елемента однакові;
- атоми різних елементів мають різну масу;
- атоми об'єднуються в певних пропорціях при утворенні сполук.